# Педазо
Педа̀зо (на италиански: Pedaso) е малко пристанищно градче и община в Централна Италия, провинция Фермо, регион Марке. Разположено е на брега на Адриатическо море. Населението на общината е 2794 души (към 2011 г.).
До 2004 г. общината е част от провинция Асколи Пичено, когато участва в новата провинция Фермо.